# Фрич, Генрих
Генрих Фрич (нем. Heinrich Fritsch; 5 декабря 1844, Галле (Саксония-Анхальт) — 12 мая 1915, Гамбург) — германский медик, гинеколог и акушер, медицинский писатель, университетский преподаватель.

## Биография
Генрих Фрич родился в семье адвоката. После получения в 1865 году аттестата о среднем образовании в Галле изучал медицинские науки в Тюбингене, Вюрцбурге и родном Галле. В 1869 году получил степень доктора медицины, после чего был ассистентом по акушерству профессора Ольсгаузена при галльской женской клинике. В 1873 году защитил габилитационную диссертацию в области гинекологии. В 1877 году получил звание экстраординарного профессора, с 1882 года состоял директором родовспомогательной клиники в Бреслау, где по его плану в 1887—1890 годах была создана университетская клиника женских болезней. Вскоре стал ординарным профессором Силезского Бреславского университета, в 1887/1888 году избирался ректором университета. С 1893 года состоял профессором Боннского университета, с 1910 года был его почётным профессором. С 1891 по 1893 год возглавлял Германское гинекологическое общество. После выхода на пенсию поселился в Гамбурге, где прожил до конца жизни.
Главные работы: «Klinik der geburtshilflichen Operationen» (5 изданий, Галле, 1894); «Die Krankheiten der Frauen» (7 изданий, Берлин, 1896); «Die Lageveränderungen und Entzündungen der Gebärmutter» (Штутгарт, 1885); «Grundzüge der Pathologie und Therapie des Wochenbetts» (там же, 1884). Кроме того, с 1877 года издавал в Лейпциге вместе с Германом Фелингом «Centralblatt für Gynäkologen».